# Neretva
Neretva je rijeka u Bosni i Hercegovini i Hrvatskoj.

## Opis
| Kanjon Neretve u blizini Kašića |  | Kanjon Neretve u blizini Kašića |
| Kanjon Neretve u blizini Kašića |  | Pješčana plaža na ušću Neretve  |

Neretva izvire na nadmorskoj visini od 1095 metara ispod planina Zelengore i Lebršnik u BiH i kroz tu zemlju protječe u dužini od 205 km, a posljednjih 20 km teče kroz Hrvatsku. Od ukupne površine porječja (5581 km2) u Hrvatskoj je 430 km2.
Neretva od izvora prema ušću prvotno teče od jugoistoka prema sjeverozapadu, tvoreći tako i sjevernu granicu Hercegovine. Nedaleko od Konjica i ramskog kraja skreće prema jugu, i teče u smjeru od sjevera prema jugu.
Njene pritoke u gornjem toku su Kalinovička Ljuta, Rama, Rakitnica i Konjička Ljuta s desne, te Lađanica, Župski Krupac, Bukovica i Bijela s lijeve strane, kao i Krupac, Trešanica, Idbarčica (Baščica), Kraljuščica i Neretvica. U donjem toku to su Bregava i Trebižat.
U gornjem toku, sve do Čapljine, Neretva je kanjonska rijeka, a zapadno od Konjica ulijeva se u akumulacijsko jezero Jablanica. Pored Gabele se širi u deltu površine 196 km2 (koja je pod zaštitom UNESCO-a od 1992.), a od Opuzena se dijeli na dvanaest rukavaca (od kojih su 3 protočna). Plovna je od morske obale do Metkovića (20 km). U Jadransko more utječe u blizini Rogotina i Ploča.
U donjem toku Neretve dvije su struje: jedna teče k moru i slatkovodna je, a druga teče u suprotnom pravcu i pod utjecajem je mora i plime, zbog čega je u Neretvi vidljivost ponekad samo 15-ak centimetara. Gradnjom brana na Neretvi smanjio se je dotok muljnih naslaga, a otjecanje je ostalo isto zbog čega su razni objekti na dnu postali vidljiviji te su arheolozi mogli otkriti drevna nalazišta.

## Regulacija donjeg toka Neretve
Tok rijeke Neretve od Metkovića do njenog ušća u Jadransko more u prošlosti je bio krivudav tvoreći meandre, rukavce, jezera i kanale na kojima se taložio materijal, što je bio veliki problem plovidbi do luke u Metkoviću. Planovi o regulaciji korita postojali su i ranije, ali su s realizacijom započeli u studenome 1881. Pristupilo se proširenju i produbljenju kanala Velika Lisna (jednog od 12 rukavaca Neretve) od ušća do brda Kozjaka kod Komina, a nakon toga je iskopan kanal od Kule Norinske do Jerkovca (dijela Metkovića). Širina kanala nakon radova iznosila je 50 metara, a dubina 6-7 metara što je omogućavalo plovidbu brodovima nosivosti do 2000 tona. Istovremeno su obavljani radovi u luci u Metkoviću te u pristaništu u Opuzenu. Teretni dio luke u Metkoviću bio je na desnoj obali Neretve, a na lijevoj obali su uređene Velika i Mala riva za pristajanje putničkih brodova. Nakon toga se pristupilo uređenju nasipa uz tok Neretve do mora te prokopavanju 90 propusta. Ovim je radovima na regulaciji korita stvoren plovni kanal dug oko 21 km prosječne dubine 6-7 metara koji je iziskivao redovno čišćenje kako bi se plovidba mogla nesmetano odvijati. Tehnički prijem izvršila je vladina komisija iz Beča dana 2. lipnja 1889. Cijena ovoga zahvata iznosila je tadašnjih oko 7 milijuna forinta. Izvodili su ga Guido Pongratz iz Zagreba i Josip Mauser iz Trsta, a u radu je sudjelovalo oko 3000 radnika. Zahvaljujući izgradnji nasipa i odvodnih kanala, znatno je smanjena opasnost od poplava, a završetkom cijelog projekta luka u Metkoviću dobila je status pomorske luke te jedne od najvažnijih luka na istočnoj obali Jadrana. Budući je željezničkom prugom već bila spojena s Mostarom, a poslije i Sarajevom, postala je važna luka pretovara robe za Bosnu i Hercegovinu i dalje. U isto vrijeme u Metkoviću je 1895. preko Neretve sagrađen tadašnji Jelisavin most (danas Lučki most), te Opuzenski most čija se gradnja datira u 1885. ili 1895. godinu. Uz otprije izgrađenu Napoleonovu cestu, sve je ovo doprinijelo prometnom razvoju donjeg toka Neretve. I danas su vidljivi dijelovi starog korita Neretve koji se nazivaju Starom Neretvom.

## Zanimljivosti
- U Antici Neretva je nosila imena Naron, Narenta i Nestos.[1]
- Neretvani, ili popularnije, Neretvanski gusari, dugo su bili strah i trepet Jadranskog mora, a Dan Hrvatske ratne mornarice obilježava se 18. rujna, kada su Neretvani davne 887. godine u bitci kod Makarske porazili mletačku flotu dužda Kandijana, čime se želi posebno istaknuti hrvatska pomorska tradicija.

- Poprište je Bitke na Neretvi, jedne od poznatijih bitaka iz Drugog svjetskog rata na području europskog jugoistoka. Upravno-teritorijalno, bitka se odvila na području današnje Bosne i Hercegovine, a tada je to bilo na području NDH.

- Svake godine, druge subote u kolovozu na Neretvi se održava natjecanje u veslanju, poznati turističko-športski Maraton lađa.

- Delta Neretve poznato je uzgajalište mandarina, lubenica, rajčica, grožđa i mnogobrojnih drugih poljoprivrednih proizvoda.

- Iznimno je bogata jeguljom, koja je uz žabe sastavni dio najpoznatijeg lokalnog gastronomskog specijaliteta, Neretvanskog brudeta

- Prodor mora u Neretvu je toliko jak da se u Metkoviću prilikom ribolova u površinskom dijelu rijeke lovi riječna, a pri dnu morska riba.

## Sport
Na ušću Neretve, kao popularnom odredištu ljubitelja windsurfinga i kitesurfinga održavaju se Kup Neretve i Neretva Kite Open, windsurfing odnosno kitesurfing regate.
Veslačka regata pod nazivom Neretvanska regata održava se na Neretvi u Metkoviću od 1989.

## Vanjske poveznice
- Radoslav Dodig: Podrijetlo naziva Neretva metkovic.hr (pristupljeno 15. kolovoza 2016.)
- Rijeke: Neretva, dokumentarni film, Al Jazeera Balkans (1. dio, 6. ožujka 2017.; 2. dio, 13. ožujka 2017.)